# سیانجور
سیانجور (اندونزیایی: Cianjur) شهری در استان جاوه غربی کشور اندونزی است. جمعیت این شهر بر اساس سرشماری سال ۱۹۹۰ میلادی، ۱۱۴٫۳۳۵ نفر و بر اساس سرشماری سال ۲۰۰۰ میلادی، ۱۳۶٫۰۷۰ بوده که در سال ۲۰۰۷ میلادی به ۱۵۱٫۱۲۵ نفر افزایش یافته‌است.